# 福島市立月輪小学校
福島市立月輪小学校（ふくしましりつ つきのわ しょうがっこう）は、福島県福島市にある公立小学校である。

## 概要
福島市街地から阿武隈川をはさみ北東側、東部地区北部（一部北信地区東端部）を学区とし、福島県道4号福島保原線にほど近い鎌田地区（向鎌田と呼ばれる）の住宅地に位置する。学区南東端に位置し、学校敷地のすぐ南側は福島市立岡山小学校通学区域である。2020年5月1日現在、6学級120名の児童が在籍する。

## 沿革
- 1874年5月1日 - 前身となる学校が開校する。
- 1947年3月 - 信夫郡鎌田村が福島市に編入されたことにより、鎌田村立鎌田第二国民学校から福島市立鎌田第二国民学校へ校名が変更される。
- 1947年4月 - 学校教育法施行により福島市立月輪小学校へ校名が変更される。
- 1971年 - 現在の校舎が建設される。
- 1972年 - 体育館が建設される。
- 1979年 - 校舎の増築、給食室の増築が行われる。
- 1981年 - 新たに校庭が造成される。

## 学校行事
| - 4月 - 5月 - 6月 | - 7月 - 8月 - 9月 | - 10月 - 11月 - 12月 | - 1月 - 2月 - 3月 |

## 通学区域
- 東部地区
  - 本内（阿武隈川より東側）
  - 鎌田（阿武隈川より東側）
- 北信地区
  - 瀬上町（阿武隈川より東側）

## 進学先中学校
- 福島市立福島第三中学校
- 福島市立北信中学校（瀬上町）[3]

## 学区 / 校区内の主な施設
- 福島県道4号福島保原線（保原街道）
- 福島県道387号飯坂保原線（北幹線）
- 月の輪台団地
- 阿武隈急行線向瀬上駅

## 交通
- JR福島駅東口より福島交通路線バス月の輪経由梁川・保原行乗車、向鎌田バス停より徒歩3分[4]。